# Siège de Jicheng
Guerres de la fin de la dynastie Han
Le siège de Jicheng (chinois simplifié : 冀城之围 ; chinois traditionnel : 冀城之圍 ; pinyin : Jìchéng Zhī Wéi) se déroule en l'an 213, à la fin de la dynastie Han et oppose les seigneurs de guerre Ma Chao et Cao Cao. Ce siège fait partie d'une campagne lancée par Ma Chao pour tenter de reprendre le contrôle de la province de Liang, dont Cao Cao s'est emparé durant l’hiver 211 après sa victoire sur la coalition du Guanxi lors de la bataille du col de Tong.

## Situation avant le début du siège
Après l'échec et l'éclatement de la coalition, Ma Chao rassemble ce qu'il reste de son armée et se replie sur Lantian, où il se prépare à résister à Cao Cao. C'est alors que, contre toute attente, Su Bo se rebelle au Hejian et Cao Cao décide de mener personnellement son armée pour réprimer le soulèvement; ce qui donne à Ma Chao le temps de récupérer. Ainsi, Ma Chao regagne peu à peu des forces et réussit alors à s'attirer la sympathie et l'alliance des populations locales non-Han. Pour résister à Cao Cao, Ma Chao recrute de nombreux soldats venant des tribus Qiang et Hu et reçoit des renforts envoyés par Zhang Lu, le seigneur de Hanzhong. Chao avait prévu de conquérir tous les Xians de la région de Longxi, et effectivement, en moins d’un an, toutes les villes de la région se rendent à ses troupes, sauf Jicheng, la capitale de la Commanderie de Tianshui.

## Le siège
En 213, Ma Chao assiège Jicheng, mais il rencontre rapidement des difficultés. Même si Wei Kang, l’inspecteur de la Province de Liang, doit faire face à un important désavantage numérique, son assistant, Yang Fu, remonte le moral des défenseurs en prenant personnellement la tête des défenseurs de la ville. Yang Fu recrute un corps d'environ mille hommes, composé de lettrés et de soldats, qu'il place sous le commandement de son cousin Yang Yue, et sert de stratège à Yue. Yang Fu dit à Yang Yue de déployer ses hommes au sommet des murailles de la ville, en utilisant une formation en « croissant de lune », afin de contrer le siège de Ma Chao, et d'attendre les renforts qui doivent venir de l’est. Cependant, entre le premier et le huitième mois lunaire, les assiégés ne voient aucun signe indiquant l'arrivée d’une force de secours. Wei Kang décide alors de faire partir Yan Wen, un de ses serviteurs personnels, au milieu de la nuit, pour tenter d’obtenir de l’aide de Xiahou Yuan, qui est en poste à Chang'an.
Malheureusement, Yan Wen est capturé par des soldats de Ma Chao, et ce dernier tente d’utiliser ce vieil homme sage et respecté pour faire tourner la situation à son avantage. Le Seigneur de guerre commence par contraindre le captif à aller devant les murs de la ville pour dire aux défenseurs qu’aucune aide ne viendra de Chang'an. Cependant, le vieil homme obstiné préfère crier, « Une grande armée venant de l’est arrive, continuez à tenir jusqu'à ce qu’ils arrivent ! ». Fou de rage, Ma Chao demande alors à Yan Wen si ce dernier chérit sa propre vie, mais Yan ne répond pas. Étant donné que le siège s'éternise et que Ma Chao n'arrive pas à percer les murs de la ville, il préfère tenter à nouveau d’influencer Yan Wen plutôt que de l'exécuter. Il donne alors à Wen une nouvelle chance de changer d’allégeance, en lui demandant s'il connaissait quelqu'un à l’intérieur de la ville qui souhaiterait aider les assiégeants. En guise de réponse, le vieil homme garde une nouvelle fois le silence. Excédé, Ma Chao couvre Yan Wen d'insultes, au point que ce dernier finit enfin par se lever et dire, "Un gentilhomme servant un seigneur peut mourir pour lui mais pas le trahir, et pourtant vous avez demandé à un vieil homme de prononcer des paroles maléfiques ! Suis-je une personne qui préfère vivre dans la honte?". Après une telle réplique, Ma Chao reste bouche bée et, fou de rage, exécute Yan Wen.
Toutefois, après avoir assisté à la mort de Yan Wen, Wei Kang et l’administrateur de Jicheng sont tous deux terrifiés et hésitent à résister davantage. Bien que Yang Fu s'oppose fortement à toute reddition, Kang Wei ouvre les portes de la ville et laisse entrer Ma Chao. Une fois Ma Chao à l’intérieur de la cité-forteresse, il arrête Yue Yang et demande à Yang Ang, le général commandant les troupes de Zhang Lu, de tuer Wei Kang et l’administrateur de Jicheng.

## Conséquences
Lorsque le siège débute, Cao Cao se bat contre Sun Quan à Ruxu, et après son retour à la ville de Ye, il est occupé à organiser la création du Royaume de Wei. Par conséquent, il est trop occupé pour envoyer des renforts vers Jicheng et ce n'est que lors du huitième mois qu'il laisse Xiahou Yuan partir au secours de la ville avec des renforts. Ne sachant pas que la cité est déjà tombée, Yuan tombe sur Ma Chao et ses troupes à 200 li de Jicheng. S'ensuit un rapide combat à l'issue duquel Xiahou Yuan est vaincu. Une telle victoire impressionne tellement Qianwan, le chef des tribus du peuple Di, qu'il décide de s’allier avec Ma Chao. Auréolé de ses victoires, ce dernier s'autoproclame "général qui conquiert l’Ouest" et gouverneur de la Province de Bing.
Grâce à la conquête de Jicheng, Ma Chao a gagné une base à partir de laquelle il peut diriger la plupart des territoires de la Province de Liang et exercer une grande influence dans la région. Cependant, les succès de Chao ne durent pas longtemps, car Yang Fu contacte rapidement quelques anciens officiers de Wei Kang et tous se rebellent simultanément contre Ma Chao lors du neuvième mois de 213. À la fin, Ma Chao, Pang De et son cousin Ma Dai sont obligés de fuir la Province de Liang et de trouver refuge auprès de Zhang Lu.